# Изселване на немци (1944 – 1950)
Изселването на немци в края на Втората световна война и следвоенните години е процес на принудителна миграция в Европа.
Процесът започва през лятото на 1944 година като организирана от Нацистка Германия евакуация на етнически немци към все още контролираната част на Германия при отстъплението на германските войски от Централна и Източна Европа. Изселванията често са съпътствани с насилие, като броят на загиналите се оценява на повече от 600 хиляди души. Целта е да се осигури мобилизационен и трудов резерв на Германската империя.
Системното изселване на немци продължава няколко години след края на войната, организирано вече не от приемащата страна, а от изпращащите страни. Фактически е утвърдено от Потсдамската конференция през юли – август 1945 г. Процесът представлява целенасочено етническо прочистване на тези държави от немци с цел етническо укрепване на основната народност (дала името и държавния език) във всяка от тях. За това спомага и успоредното изселване на евреи към новата еврейска държава Израел, създадена през 1948 г.
Броят на изселените е около 12 милиона души, главно от териториите с компактно немско население – като Източна Прусия, присъединена към СССР и Полша, Судетската област, поделена между Полша (присъединена) и Чехословакия (върната), Данциг (присъединен към Полша), но също от Югославия, Румъния и Унгария – от Банат, Трансилвания и др. Изселниците от южните страни се заселват главно в Австрия.